# Свободна мисъл
„Свободна мисъл“ е български вестник, месечно издание и официален печатен и електронен орган на Федерацията на анархистите в България (ФАБ), продължител на вестник „Безвластие“, списание „Свободно общество“, и вестник „Работническа мисъл“.
От основаването му на 19 май 1990 г. в Казанлък, по време на проведената възстановителна конференция на Федерация на анархистите в България, почетен главен редактор е Христо Колев - Големия. Списва се от редактори без хонорар.
На 15 октомври 1990 г. е издаден първият брой на „Свободна мисъл“. Отговорни редактори през годините са Пламен Цолов, Трайчо Велчев, Георги Константинов и Георги Божилов. От 2006 г. излиза под редакцията на Александър Ванчев.
Мото на вестника от създаването му е мисълта на Михаил Бакунин:
| „ | Свободата е неделима – каквото и да отсечеш от нея, я убиваш. | “ |

Разпространява се под каталожен номер 649.
Излиза и в електронен вариант, допълнен със седмични статии и коментари, а от 2013 г. е достъпно за свободно сваляне на цялото хартиено издание.